# Карре-де-л’Ест
Карре-де-л'Ест (фр. Carré de l'Est) — м'який французький сир, походить з Лотарингії. Назва сиру говорить про форму — carré «квадратний» та області розповсюдження — Est «схід», тому що сир виробляють здебільшого у східних департаментах: Марні, Верхній Марні, Мезі, Йонні, Вогезах.
Голівка невелика, квадратної форми, важить 330 г. М'якоть тягуча, тане в роті. Кірка червоного кольору, волога і липка на дотик, іноді покрита білою пліснявою.
Виготовляють сир із коров'ячого пастеризованого молока способом, схожим на виробництво камамбера, але він більш твердий і менш текучий. Зріє сир 5 тижнів, найкращі сири виробляються з травня по серпень, але в цілому виробництво триває з березня по жовтень.
На ринку з'явився у 1939 році.
Жирність — 40—45 %.